# Virreinato colombino
O vice-reino colombino, vice-reino das Índias ou primeiro Vice-Reino nas Índias é o nome com que designa a série de títulos e direitos dados a Cristóvão Colombo pelos Reis Católicos, em 1492, sobre as terras descobertas e por descobrir, dantes de empreender sua primeira viagem que culminou com a descoberta de América.
Os títulos e faculdades sobre as terras descobertas outorgados a Cristóbal Colón estavam consignados nas Capitulações de Santa Fé lembradas o 17 de abril de 1492.
Em virtude delas, os Reis Católicos, Isabel a Católica e Fernando o Católico, concederam "pára durante sua vida, e após o morto, a seus herdeiros e successores de um em outro perpetualmente" [sic]:
- O título de Almirante da Mar Océana sobre todas as ilhas e terra firme que descobrisse ou ganhasse em dito mar.
- O título de Virrey e Governador Geral sobre a terra firme e ilhas que descobrisse ou ganhasse em dito mar (a referência permanente que se fez foi sempre copulativa: "virrey e governador").

Ademais, de outras faculdades e prerrogativas de ordem económica.
[...]

Primeramente que Vuestras Altezas como Señores que son de las dichas Mares Oceanas fazen dende agora al dicho don Christoval Colon su almirante en todas aquellas islas y tierras firmes que por su mano o industria se descubriran o ganaran en las dichas Mares Oceanas para durante su vida, y después del muerto, a sus herederos e successores de uno en otro perpetualmente con todas aquellas preheminencias e prerrogativas pertenecientes al tal officio, e segund que don Alfonso Enríquez, quondam, Almirante Mayor de Castilla, e los otros sus predecessores en el dicho officio, lo tenían en sus districtos.
Otrosí que Vuestras Altezas fazen al dicho don Christoval su Visorey e Governador General en todas las dichas tierras firmes e yslas que como dicho es el descubriere o ganare en las dichas mares, e que paral regimiento de cada huna e qualquiere dellas, faga el eleccion de tres personas para cada oficio, e que Vuestras Altezas tomen y scojan uno el que mas fuere su servicio, e assi seran mejor regidas las tierras que Nuestro Señor le dexara fallar e ganar a servicio de Vuestras Altezas.

[...]— Capitulações de Santa Fé
Estes cargos seriam confirmado pelos reis de regresso de sua primeira viagem, em maio de 1493.
De todos eles, o mais conhecido em Castilla, e ao qual prestaram a maior atenção tanto Colón como os reis, foi o de Almirante.

## História
De acordo às Capitulações de Santa Fé, todas as terras descobertas por Cristóbal Colón faziam parte de sua virreinato:
- Em sua primeira viagem a América (chegou a Guanahani o 12 de outubro de 1492), Colón descobriu as Bahamas, Cuba e A Espanhola, exercendo nelas seu cargo de virrey e governador, deixando ao regressar a Espanha a 39 homens no Forte do Natal na Espanhola, que foi fundado o 25 de dezembro de 1492. O forte foi destruído pouco depois pelos indígenas da ilha, falecendo todos seus ocupantes.

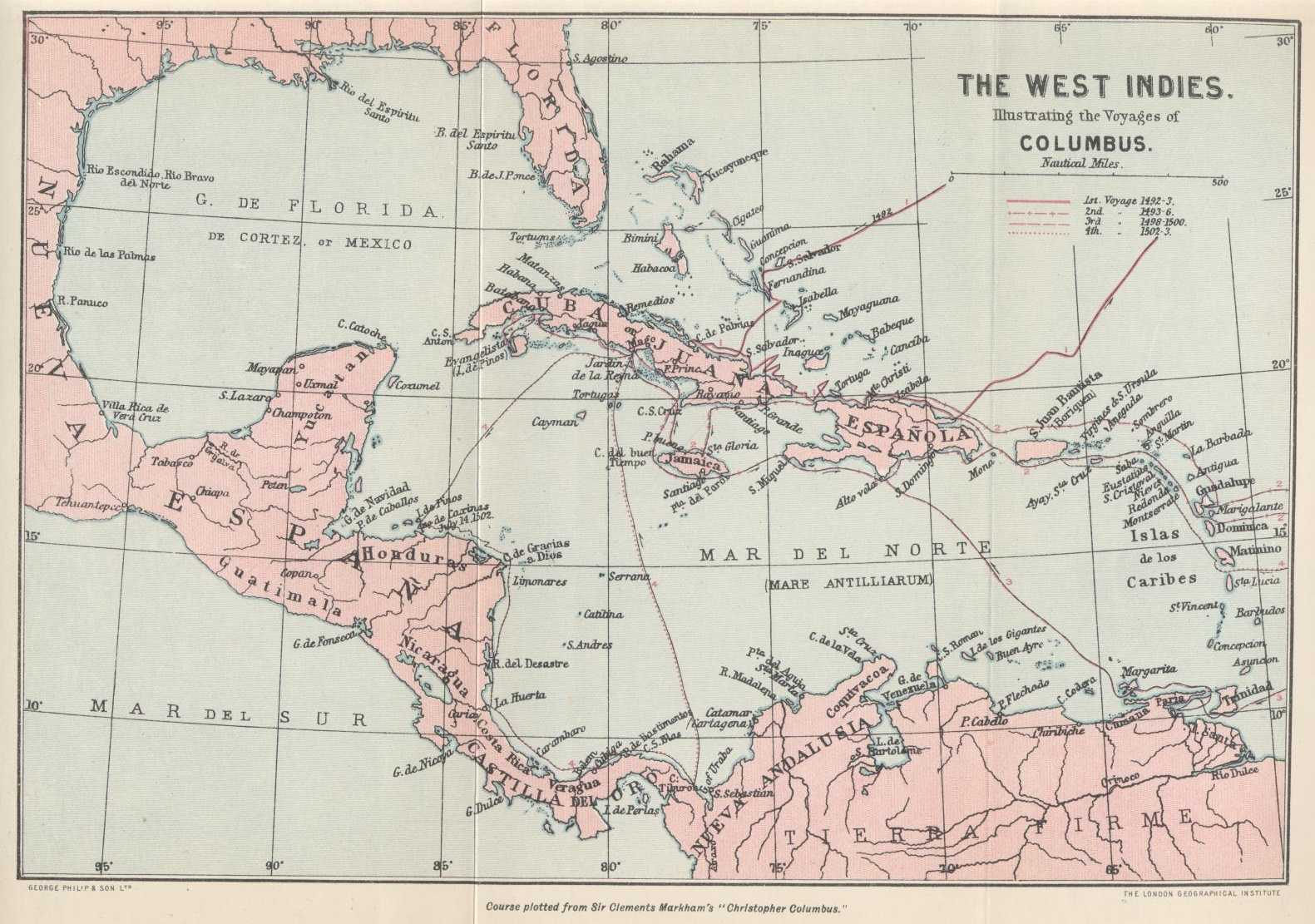
Viagens de Colombo.

- Em sua segunda viagem em 1493, Colobo descobriu Guadalupe e outras ilhas situadas pelo lado do oceano Atlántico entre esta e Porto Rico, à que chegou o 19 de novembro de 1493. Depois chegou à Espanhola, descobriu Jamaica e explorou Cuba. Em sua volta a Espanha em 1496 descobriu as Antillas Menores situadas pelo lado do Mar Caraíbas entre Porto Rico e Dominica.
- Em sua terceira viagem em 1498 descobriu a ilha Trinidad, Paria e a ilha de Margarita, permanecendo até 1500 na Espanhola.

Os reis enviaram à Espanhola como juiz pesquisador (com funções de governo) a Francisco de Bobadilla em 1500, o qual a sua chegada (23 de agosto) deteve a Colón e a seus irmãos e os embarcou para Espanha, destituindo do governo.
Colombo recusou que se lhe tirassem os grilletes em toda sua viagem a Espanha, durante o qual escreveu uma longa carta aos Reis Católicos. Ao chegar a Espanha recuperou sua liberdade, mas tinha perdido seu prestígio, seus poderes e o virreinato.
Bobadilla foi também relevado do governo e substituído por Nicolás de Ovando em 1502.
- Em sua quarta viagem, em 1502, descobriu Santa Luzia e Martinica. Percorreu depois a costa centroamericana desde as ilhas da Bahia até o golfo de Urabá. Permaneceu em Jamaica até 1504 e depois retornou a Espanha morrendo o 20 de maio de 1506 no Convento de San Francisco de Valladolid.

Desde 1499 os reis autorizaram outras viagens de descoberta sem contar com a autorização de Colón, entre eles os de Alonso de Ojeda e Vicente Yáñez Pinzón, criando para eles gobernaciones nos territórios que descobriram: a governação de Coquibacoa na costa de Venezuela, excepto Paria descoberta por Colón foi pára De Ojeda, e para Pinzón a governação da costa do Brasil entre o rio Amazonas e o cabo de Santa María da Consolación. Estas gobernaciones ficaram isentas do virreinato das Índias.

## O vice-reino depois da morte de Colombo
Ao morrer Cristobal COlombo, seu filho maior Diego Colombo e Moniz Perestrello, herdou os direitos de seu pai em América, incluindo o virreinato. No entanto, o rei Fernando o Católico, negou-se num primeiro momento a traspassar todos os direitos de seu pai e o nomeou governador da Espanhola em 1508. Diego iniciou uma série de demandas judiciais contra a Coroa, conhecidas como os Pleitos colombinos, e em 1511 se lhe reconheceram seus direitos como vice-rei, mas com jurisdição limitada para aqueles territórios que tivessem sido descobertos oficialmente por seu pai. Assim, Diego Colón se converteu no II virrey das Índias. Morreu em 1526 herdando seu filho Luis Colombo e Álvarez de Toledo seus direitos ao virreinato.
Durante a minoria de idade de Luis Colón produziu-se a transacção e a arbitragem que puseram fim aos Pleitos colombinos com a coroa espanhola e em 1537 recebeu desta o título nobiliario de I duque de Veragua e um senhorio territorial de seiscentas vinte e cinco léguas quadradas, composto por terras da antiga Veragua e Castilla do Ouro. Foi agraciado ademais com a dignidade hereditaria de I marqués de Jamaica e o senhorio desta ilha, pondo-se fim ao Virreinato das Índias.
Em 1535 se creou o Vice-Reino de Nova Espanha.